# Ben-Hur (miniserie televisiva)
Ben Hur è una miniserie televisiva del 2010, diretta da Steve Shill e incentrata sulla figura di Giuda Ben Hur. Tra i membri del cast vi sono: Kristin Kreuk, Ray Winstone, Art Malik, Hough Bonneville e Joseph Morgan nel ruolo di Giuda Ben Hur. La serie è stata scritta da Alan Sharp.
Basata sul romanzo di Lew Wallace del 1880, Ben-Hur, la serie è stata prodotta dall'Alchemy Television Group in associazione con Drimtim Entertainment e Muse Entertainment a Montreal. È andata in onda sulla rete CBC il 4 aprile 2010, e alla fine dello stesso anno su ABC negli Stati Uniti. La miniserie è stata trasmessa in Italia per la prima volta su LA7 il 16 e il 17 settembre 2010 in prima serata.

## Trama

### Prima puntata
Giuda Ben Hur vive a Gerusalemme con sua madre Ruth, sua sorella Tirzah e il suo amico fraterno Ottavio Messala, figlio illegittimo del senatore romano Marcello Agrippa e abbandonato dal padre. Un giorno, dopo una gara dei carri tra i due ragazzi, Ottavio riceve una lettera da suo padre che gli ordina di partire; mentre Giuda riceve Simonide, un anziano amico di famiglia, che gli consegna il ritratto della figlia Esther in quanto i due ragazzi sono promessi sposi per volere delle due famiglie ma Ben Hur vuole avere anche il consenso della ragazza prima di convolare a nozze. Dopo aver salutato Ottavio, che parte per Roma, i due ragazzi prendono strade diverse e interrompono ogni contatto. Raggiunta la maggiore età, Messala diventa ufficiale nell'esercito romano e torna a Gerusalemme, dove mostra di essere molto cambiato, e tratta Ben Hur in maniera ambigua: da un lato nutre ancora dell'affetto per lui e la sua famiglia, dall'altro spera di usare l'amico come spia per fare carriera e mettersi in vista presso Ponzio Pilato. Giuda rifiuta di fargli da informatore, ma promette di non prendere parte alle manifestazioni organizzate dagli zeloti contro Roma e tra questi vi è David Ben Levi, sorvegliante dei braccianti della famiglia Hur. Durante la parata di accoglienza per Ponzio Pilato, Messala conduce il corteo attraverso le strade di Gerusalemme in direzione della casa di Giuda e mentre quest'ultimo e la famiglia assistono all'evento, una tegola del terrazzo precipita e colpisce Pilato.
David Ben Levi approfitta della confusione per scatenare una rivolta mentre Messala fa arrestare Ben Hur e la sua famiglia per evitare di cadere in cattiva luce con il governatore ma ciò scaturisce un conflitto interiore nel suo animo. Dopo l'arresto delle donne e la crocifissione di Simonide, Giuda viene mandato come schiavo ad una galea e lungo la strada incontra Gesù che lo invita a perdonare il prossimo. Dopo tre anni ai remi come schiavo, l'intelligenza di Giuda fa colpo su Quinto Ario, ammiraglio, con il quale riesce a salvarsi dall'attacco dei pirati e da un naufragio. Quinto Ario prende al suo servizio Giuda come sua guardia del corpo, e durante gli allenamenti attira l'attenzione di Athena, prostituta al servizio di Agrippa, la quale va a letto con lui per estorcergli informazioni ma invano. Nel frattempo, in Tracia, Ottavio Messala cattura un guerriero che invia all'imperatore Tiberio per dilettarlo in una delle sue feste. Quinto Ario, sentendo avvicinarsi la morte, ottiene dall'imperatore la grazia per i reati di cui è accusato Giuda e la possibilità di nominarlo suo erede in cambio del suo cambio di nome in Sesto Ario e di uno scontro mortale contro il guerriero trace. Alla sera, il guerriero si ribella e tenta di uccidere Tiberio, ma viene finito da Ben Hur. Morto Quinto Ario, Giuda eredita i suoi averi e sapendo che Agrippa si recherà a Gerusalemme, lo segue con la speranza di potersi vendicare di Messala. Lungo il tragitto vede nuovamente Gesù su una collina che tiene un discorso, ma consumato dal risentimento per Messala, Giuda prosegue fino ad arrivare all'ingresso della sua vecchia casa, ormai abbandonata e in sfacelo.

### Seconda puntata
Giuda, sotto l'identità di Sesto Ario, ricompra la sua vecchia casa da Pilato e la notizia arriva a David Ben Levi, che successivamente scopre che Sesto Ario è il suo vecchio padrone e quando gli viene chiesto di Esther nega di avere notizie, anche se in realtà è ospite a casa sua, in quanto Simonide ed Esther sono sotto un suo ricatto e sta cercando di costringere la ragazza a sposarlo. Recatosi a casa di David Ben Levi, Giuda incontra Esther, la quale pensa che con la complicità di Messala sia scampato dalla croce facendo crocifiggere Simonide al suo posto e da allora lei e il padre sono stati costretti a vivere con i lebbrosi. Dopo qualche giorno, Giuda smaschera la doppiezza di David Ben Levi davanti al popolo e quando questi cerca di attaccarlo a tradimento viene messo al tappeto, dopodiché Simonide parla con Giuda per verificare la veridicità delle sue parole, e dopo avergli creduto, incoraggia Esther a farlo a sua volta. Giuda, venuto a sapere dal senatore Marcello Agrippa che Messala sta per arrivare a Gerusalemme, mette in atto il suo piano, quindi invita il senatore e Messala a cena, sotto le spoglie di Sesto Ario, e quando rivela la sua vera identità, Messala fugge via travolgendo uno dei lebbrosi liberati da Pilato in occasione della Pasqua: Ruth. Ripresosi dallo shock, Messala ammette di aver risparmiato Giuda per scrupoli di coscienza ma di voler chiudere la questione con lui, ma rifiuta di farlo avvelenare come vorrebbe Agrippa, quindi si reca da lui e lo sfida ad una gara con le bighe per risolvere le loro questioni e Giuda accetta dichiarando la sua intenzione di ucciderlo per vendicarsi.
Mentre Giuda si rivolge allo sceicco Ilderim per avere i migliori cavalli della zona e lo sceicco fa una scommessa con Agrippa, Esther trova Ruth e Tirzah tra i lebbrosi e cerca di rivelare a Giuda le condizioni delle due donne, ma Ruth glielo proibisce perché pensa che il figlio soffrirebbe sapendo che sono lebbrose. Messala si organizza per poter gareggiare e ordina ad Athena di provocare un malessere a Caio Antonio, che rappresenterà Roma durante la corsa, e ne prende il posto. La gara ha inizio e Messala supera gli altri sfidanti ma, a causa di un carro rovesciato, viene sbalzato via dalla biga e travolto dai cavalli di Ben Hur; sebbene ferito mortalmente, rimane cosciente. In seguito, Athena chiede a Giuda di far visita a Messala prima che esali l'ultimo respiro, ma lui nega la cosa, poi Esther gli rivela che Ruth e Tirzah sono vive e si reca nella caverne dei lebbrosi per riabbracciarle. Tornati in città trovano una grande confusione poiché Gesù è stato appena condannato ad essere crocifisso da Ponzio Pilato, così Ben Hur aiuta Gesù a sollevare la croce e questi gli ripete di perdonare il prossimo e si avvia verso il calvario. Giuda si reca da Messala e lo perdona poco prima che muoia, con la gioia di quest'ultimo; avendo messo fine alla sua voglia di vendetta, Giuda si sente libero. Dopo l'estremo saluto a Messala, si allontana prima di essere scoperto da Agrippa, disperato all'idea di dover pagare la scommessa fatta a Ilderim. Athena, inizialmente intenzionata a suicidarsi per la morte di Messala, versa il veleno nella sua coppa e in quella di Agrippa, ma dopo aver visto quanto è spregevole quest'ultimo che non prova nulla per la morte del figlio, decide di non bere e lascia che lo faccia Marcello liberandosi dal suo giogo. Gesù, prima di morire, guarisce Ruth e Tirzah, mentre Ben Hur torna da Esther e si bacia con lei lasciando presagire un prossimo matrimonio tra i due.